# Molecular and Cellular Biology
Molecular and Cellular Biology (abrégé en Mol. Cell. Biol. ou MCB), est une revue scientifique à comité de lecture spécialisée dans la biologie moléculaire et biologie cellulaire des cellules eucaryotes.
D'après le Journal Citation Reports, le facteur d'impact de ce journal était de 5,372 en 2012. L'actuel directeur de publication est Roger J. Davis (université du Massachusetts, États-Unis).